# پیاده‌رو (فیلم)
پیاده‌رو (به هندی: Footpath) فیلمی محصول سال ۲۰۰۳ و به کارگردانی ویکرام بات است. در این فیلم بازیگرانی همچون آفتاب شیودسانی، بیپاشا باسو، راهول دو، عمران هاشمی، عرفان خان، انوپاما ورما ایفای نقش کرده‌اند.